# Gunung Sugih (Balik Bukit)
Gunung Sugih is een bestuurslaag in het regentschap Lampung Barat van de provincie Lampung, Indonesië. Gunung Sugih telt 1595 inwoners (volkstelling 2010).